# حمام قره‌ضیاءالدین
حمام قره ضیالدین مربوط به دوره قاجار است و در شهرستان چایپاره،شهر، قره ضیاالدین، محله بیجوان واقع شده و این اثر در تاریخ ۲۴ تیر ۱۳۸۲ با شمارهٔ ثبت ۹۱۷۱ به‌عنوان یکی از آثار ملی ایران به ثبت رسیده است.